# .35 Winchester
Набій .35 Winchester (у просторіччі .35 Win) було створено в 1903 році компанією Winchester Repeating Arms Company для використання у важільній гвинтівці Winchester Model 1895, а також його використовували в гвинтівці з ковзним затвором M1885 Remington–Lee, або в канадських гвинтівках Модель 1905-E та 1905-R Factory Sporter компанії Ross Rifle.

## Опис та продуктивність
Через те, що в гвинтівці 1895 використано коробчастий магазин, в ній можна використовувати гостроносі кулі, що збільшує ефективну дальність стрільби набою. Хоча набій є застарілим, його зазвичай вважають достатнім для полювання на будь-яку велику дичину в Північній Америці. В якості гільзи набою .35 Winchester можна використовувати гільзу набою .30-40 Krag.
Набій розробляли в якості калібру середнього розміру між набоями .30-40 Krag та .405 Winchester, а тому був потужнішим за .33 Winchester, але менш потужним за набої .348 або .358. Потужності набою достатньо для полювання на коротких та середніх відстанях на лосів, вапіті або навіть бурих ведмедів, він підходить для полювання на будь-яку велику дичину у Північній Америці, хоча йому не вистачає універсальності більш сучасних набоїв.
Виробництво набою припинили в 1936 році, разом з гвинтівкою 1895. У старих важільних гвинтівках 1895 не варто використовувати набої з тиском 45000 CUP або вище.

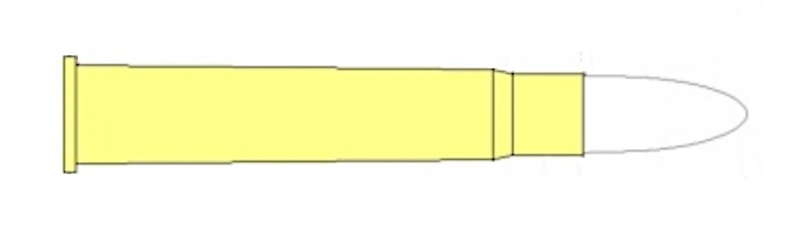
Набій .35 Win.

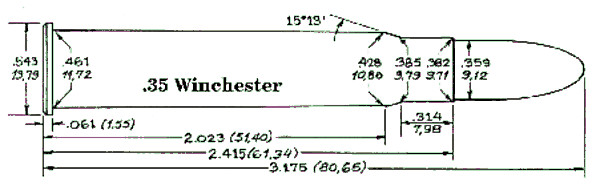

## Балістика
Дані з Lyman Ideal Hand Book, 40
| Назва кулі і тип                   | Вага кулі (грани) | Марка пороху | Вага пороху (грани) | Дулова швидкість (ft/s) |
| ---------------------------------- | ----------------- | ------------ | ------------------- | ----------------------- |
| Литий свинець, гладка основа       | 165               | IMR 4759     | 13                  | 1186                    |
| Литий свинець, гладка основа       | 220               | IMR 4759     | 17.5                | 1395                    |
| Литий свинець з газовим відсікачем | 249               | IMR 4198     | 25                  | 1500                    |